# Polleniopsis mongolica
Polleniopsis mongolica är en tvåvingeart som beskrevs av Seguy 1928. Polleniopsis mongolica ingår i släktet Polleniopsis och familjen spyflugor. Inga underarter finns listade i Catalogue of Life.